# Chiara Villarini
Chiara Villarini (Arezzo, 8 luglio 1996) è una cestista italiana.

## Carriera
Nativa di Arezzo, cresce ad Umbertide. Ala-Centro di 186 cm, dal 2013 entra nel roster della Pallacanestro Femminile Umbertide.
Nel 2015 scende in A2 nella Pallacanestro Femminile Viareggio. La stagione successiva è a Villafranca di Verona nell'Alpo Basket.
Nel 2017 si trasferisce al Basket Club Bolzano.
Successivamente gioca una stagione in A2 nella Pallacanestro Bolzano. Nella stagione 2021-22 raggiunge con Ravina la  promozione in serie B, ma già l'anno successivo (2022-23) retrocede dalla serie B alla serie C .